# Denys Kiriejew
Denys Kiriejew (ukr. Денис Борисович Кірєєв; ur. 1 stycznia 1977 w Kijowie, zm. 5 marca 2022 tamże) – ukraiński bankier i oficer wywiadu.
Po rosyjskiej inwazji na Ukrainę rozpoczętej 24 lutego 2022 wszedł w skład delegacji na negocjacje pokojowe 28 lutego w Homlu na Białorusi w nieokreślonej roli. Zginął tydzień później zastrzelony przez agentów ukraińskiego wywiadu.

## Kariera bankowa
W latach 2010–2014 był pierwszym wiceprezesem zarządu Oszczadbanku, a wcześniej członkiem rady nadzorczej Ukreximbanku. Pracował również dla Citibanku, Crédit Lyonnais, Grupy ING i Rabobanku.

## Śmierć
Kirejew zmarł 5 marca 2022. Według wstępnych doniesień rosyjskich i ukraińskich mediów był podejrzany o współpracę z Rosją (jako podwójny agent) i został zabity przez Służbę Bezpieczeństwa Ukrainy (SBU) podczas próby ucieczki z aresztu. Według tych doniesień był podejrzany o zdradę, a SBU posiadała nagrania rozmów telefonicznych jako dowód. Kierownictwo wywiadu Ministerstwa Obrony Ukrainy potwierdziło następnie śmierć Kiriejewa w poście na Facebooku, ale zapewniło, że był on agentem wywiadu Ukrainy, który zginął na służbie podczas „misji specjalnej”.
W styczniu 2023 The Wall Street Journal opublikował artykuł, w którym wskazano, że na kilka godzin przed inwazją rosyjską na Ukrainę Kiriejew przekazał władzom Ukrainy plany zajęcia Kijowa przez wojska rosyjskie; dzięki tym informacjom Ukraina zyskała trochę czasu na przygotowanie się, co – zdaniem gen. Kiryła Budanowa, szefa ukraińskiej agencji wywiadu wojskowego cytowanego przez autora artykułu – w rezultacie uchroniło Kijów przed zajęciem przez Rosjan.
Denys Kiriejew pośmiertnie otrzymał Order Bohdana Chmielnickiego III stopnia za „wyjątkową służbę w obronie suwerenności państwa i bezpieczeństwa państwa”. Pochowany został z honorami wojskowymi na cmentarzu Bajkowo w Kijowie, pośród grobów ukraińskich bohaterów.